# Pseudione elongata
Pseudione elongata is een pissebed uit de familie Bopyridae. De wetenschappelijke naam van de soort is voor het eerst geldig gepubliceerd in 1897 door Hans Jacob Hansen.